# Бирс, Бетси
Бетси Бирс (англ. Betsy Beers; род. 1957) — американский продюсер, Бирс наиболее известна благодаря своему сотрудничеству с Шондой Раймс.
Бирс начала свою карьеру в девяностых, но наибольшего успеха добилась благодаря сериалу «Анатомия страсти», где с 2005 года, напротив Шонды Раймс, является исполнительным продюсером. В 2007 году она получила премию Гильдии продюсеров США.
Бирс также выступила исполнительными продюсером сериала «Частная практика» (2007—2013),, спин-оффа «Анатомии страсти», а с 2012 года работает над сериалом «Скандал» также снимаемым её с Раймс студией ShondaLand. В дополнение к этому она выступила продюсером недолго просуществовавшего сериала «Без координат» в 2011, а также с Раймс произвела пилоты «Внутри коробки» и «Золотые Лили», также как и все другие шоу, для ABC.

## Работы
- Исчезновение Кристины (сопродюсер, 1993)
- Охота на ведьм (сопродюсер, 1994)
- Безопасный проход (исполнительный продюсер, 1994)
- 200 сигарет (продюсер, 1999)
- Лучшие планы (продюсер, 1999)
- Скверный пёс (исполнительный продюсер, 2000)
- Собственное сохранение (исполнительный продюсер, 2002)
- Анатомия страсти (исполнительный продюсер, 2005 — наст. время)
- Казанова (продюсер, 2005)
- Мистификация (продюсер, 2006)
- Частная практика (исполнительный продюсер, 2007—2013)
- Внутри коробки (исполнительный продюсер, 2009)
- Без координат (исполнительный продюсер, 2011)
- Золотые Лили (исполнительный продюсер, 2012)[3]
- Скандал (исполнительный продюсер, 2012 — наст. время)
- Как избежать наказания за убийство (исполнительный продюсер, 2014)[4]
- Военные корреспонденты (исполнительный продюсер, 2015)[5]